# 691 (číslo)
Šest set devadesát jedna je přirozené číslo. Následuje po čísle šest set devadesát a předchází číslu šest set devadesát dva. Římskými číslicemi se zapisuje DCXCI a řeckými číslicemi χϟα. 

## Matematika
691 je:
- Deficientní číslo
- Prvočíslo
- Nešťastné číslo

## Astronomie
- (691) Lehigh je planetka hlavního pásu, kterou objevil v roce 1909 Joel Hastings Metcalf

## Ostatní
- +691 je mezinárodní telefonní předvolba Federativních států Mikronésie

## Roky
- 691
- 691 př. n. l.